# Marthe Gautier
Pour les articles homonymes, voir Gautier.
Marthe Gautier, née le 10 septembre 1925 à Montenils et morte le 30 avril 2022 à Meaux (Seine-et-Marne), est une médecin française.
Pédiatre, directrice de recherche honoraire à l'INSERM, spécialisée en cardiopédiatrie (cardiologie pédiatrique), Marthe Gautier a joué un rôle essentiel dans la découverte, en 1959, du chromosome surnuméraire responsable de la trisomie 21 (ou syndrome de Down), en collaboration avec Raymond Turpin, chef de laboratoire et, dans une moindre mesure, Jérôme Lejeune.
Marthe Gautier a contesté l'ordre des trois signatures de l'article fondateur de la découverte de la trisomie 21, paru dans le compte-rendu de l'Académie des sciences du 26 janvier 1959. Elle reproche en effet à Jérôme Lejeune, alors stagiaire, premier signataire de l'article, de s'en être attribué l'entière paternité, sans préciser que le travail de laboratoire était celui de la chercheuse.

## Biographie

### Naissance et famille
Marthe Gautier naît le 10 septembre 1925 à Montenils (Seine-et-Marne), cinquième de sept enfants, dans une famille d'agriculteurs.

### Éducation
(mars 2024).

#### Internat à Paris
Sa mère voulait que ses filles fassent des études. Marthe Gautier se découvre très tôt une vocation pour la pédiatrie. En 1942, elle rejoint sa sœur Paulette qui termine ses études de médecine à Paris, avec comme objectif le concours pour devenir pédiatre. Le décès de sa sœur en août 1944, lors des affrontements d'une France en pleine Libération, la prive de son plus grand mentor mais elle poursuit ses études.
Elle réussit le concours de l'internat des Hôpitaux de Paris et passe quatre années en apprentissage clinique en pédiatrie. En 1955, elle soutient sa thèse en cardiologie pédiatrique sous la direction de Robert Debré. Sa thèse porte sur l'étude clinique et anatomopathologique des formes mortelles de la maladie de Bouillaud ou rhumatisme articulaire aigu (RAA) dû à l'expression du streptocoque.
Robert Debré est à l'époque responsable de la pédiatrie en France et propose à Marthe Gautier une bourse d'études d'un an à Harvard dans le but d'acquérir des connaissances en cardiologie pédiatrique avec deux objectifs. Le premier est d'éradiquer la maladie de Bouillaud par la pénicilline, et de traiter des cardites parfois mortelles par la cortisone. Le second est de créer un département pour le diagnostic et la chirurgie des cardiopathies congénitales du nouveau-né et du nourrisson.

#### Une année à Boston
En septembre 1955, Marthe Gautier part pour Boston, accompagnée de Jean Alcardi et Jacques Couvreur (eux-mêmes boursiers Fullbright). Ce sont les premiers internes des Hôpitaux de Paris à avoir obtenu une bourse d'études pour les États-Unis. À Harvard, Marthe Gautier poursuit sa formation sur les cardiopathies congénitales auprès du Pr Alexander Nadas. En marge, elle s'initie à la culture cellulaire en travaillant sur des fibroblastes, tâche prévue dans son contrat mais dont elle n'avait pas l'expérience. Elle prend un poste à mi-temps de technicienne dans un laboratoire de culture cellulaire, afin d'y obtenir, à partir de fragments d'aortes, des cultures in vitro de fibroblastes, pour des études comparatives des taux de cholestérol d’enfants et d’adultes.

#### Retour à Paris
Après l'année passée à Boston, elle comptait obtenir un poste dans le service de cardiologie infantile à l'hôpital Bicêtre à Paris. Celui-ci ayant été attribué, en son absence, à un collègue, elle est obligée de trouver une autre solution. En septembre 1956, elle découvre l'hôpital Trousseau, et le service de Raymond Turpin, qu'elle ne connaît pas mais au sein duquel un poste est disponible dans une autre spécialité.
Le professeur Turpin étudie avec Jérôme Lejeune, arrivé à Trousseau en 1952 et chargé de la consultation sur le « mongolisme », les syndromes polymalformatifs, dont le plus fréquent est la trisomie, caractérisé par un retard mental et des anomalies morphologiques. À l'époque, Raymond Turpin est partisan de l'hypothèse d'une origine chromosomique de la trisomie, mais aucun laboratoire ne pratique de culture cellulaire en France, et le nombre de chromosomes de l'espèce humaine est lui-même estimé à 48, mais sans grande certitude.

### Découverte de l'anomalie chromosomique responsable de la trisomie

#### Le laboratoire de culture cellulaire
Joe Hin Tjio, chercheur à l'institut de génétique de l'université de Lund en Suède découvre le 22 décembre 1955 et publie en janvier 1956, avec Albert Levan, chef de laboratoire, comme coauteur, que l'espèce humaine a exactement 46 chromosomes, et non 48 comme précédemment supposé. En rentrant du premier Congrès international de génétique humaine de Copenhague en août 1956, Raymond Turpin confirme la découverte à ses équipes et émet alors l'idée d'effectuer des cultures cellulaires pour compter le nombre de chromosomes chez les trisomiques. Grâce à l'expérience acquise aux États-Unis, Marthe Gautier propose « d'en faire [son] affaire, si l'on [lui] donne un local ». Raymond Turpin ayant accepté, elle constitue en France le premier laboratoire de culture cellulaire in vitro.
Pour parvenir à faire le décompte des chromosomes, Marthe Gautier travaille sur des fibroblastes issus de tissu conjonctif, plus faciles à obtenir sous anesthésie locale. Le principe des cultures cellulaires étant simple, elle obtient rapidement la confirmation que son protocole est au point.
Le service de chirurgie voisin lui procure du tissu conjonctif prélevé au cours d'interventions prévues chez des enfants. Elle le cultive et, avec l'aide de deux techniciennes, elle parvient à faire pousser les fragments et proliférer les cellules. Elle utilise le « choc hypotonique », suivi du séchage de la lame après fixation, afin de bien disperser les chromosomes des cellules en division et de rendre leur comptage plus facile.
Avec ce protocole, les cellules des enfants non atteints de trisomie 21 ont 46 chromosomes. Dans les cellules d'un garçon trisomique, Marthe Gautier déclare avoir observé un chromosome de plus. Selon elle, il s'agit en mai 1958 de la première mise en évidence d'une anomalie chromosomique chez les individus atteints du syndrome de Down.

#### Annonce des résultats
Le laboratoire de l'hôpital Trousseau ne disposant pas à l'époque de microscope capable de capturer les images des lames, Marthe Gautier confie ses lames à Jérôme Lejeune, chercheur au CNRS, qui lui propose de faire les clichés dans un autre laboratoire, mieux équipé. Au mois d'août 1958, les photographies permettent d'identifier un chromosome surnuméraire chez le patient trisomique.
Jérôme Lejeune annonce la découverte de la corrélation entre la trisomie 21 et le syndrome de Down à un séminaire de génétique de l'université McGill, Canada, en octobre 1958, à la suite du congrès international de génétique de Montréal qui s'est tenu durant l'été. En janvier 1959, grâce à l'étude de nouveaux cas et pour devancer les Anglo-Saxons, notamment Patricia Jacobs, qui travaillent sur des recherches similaires, le laboratoire publie les résultats de l'analyse des lames dans les Comptes rendus de l'Académie des sciences, dans un article mentionnant comme auteurs, dans l'ordre, Jérôme Lejeune, Marthe Gauthier (le nom est mal orthographié) et Raymond Turpin, chef de laboratoire,. Cela lui permet de publier ce résultat en trois jours au lieu de deux mois voire plus, et devancer ainsi sa consœur Patricia Jacobs.
L'équipe de Raymond Turpin identifie la première translocation et la première délétion chromosomique, qui donne lieu à des publications que Marthe Gautier co-signe.

#### Attribution de la découverte
À Denver, en avril 1960, la maladie sera dénommée trisomie 21, et la mise en évidence de l'anomalie chromosomique attribuée à Jérôme Lejeune. Marthe Gautier écrira : « Je suis blessée et soupçonne des manipulations, j'ai le sentiment d'être la “découvreuse oubliée” »,. Convaincue d'avoir été trahie, Marthe Gautier décide d'abandonner la trisomie 21 pour retourner vers les soins de l'enfant atteint de cardiopathie. Elle sera la fondatrice et la directrice du département d’anatomopathologie des maladies hépatiques de l’enfant à la demande de Daniel Alagille, directeur de l’unité de recherche INSERM 56 « Hépatologie infantile », à l’hôpital du Kremlin-Bicêtre (1966). Elle sera ensuite maître de recherche (1967), puis directrice de recherche à l’INSERM, et membre de la commission scientifique spécialisée (CSS) de l’INSERM "Métabolismes inorganiques, physiologie et pathologie hépatiques et digestives".
En 2009, Marthe Gautier explique qu'à l'époque où elle travaillait à l'hôpital Trousseau, elle a été mise à l'écart par le professeur Turpin, chef du service où elle travaillait, et par Jérôme Lejeune, qui se serait arrogé les honneurs de la découverte,,,,. En effet, alors qu'elle estime que l'ensemble de l'article reposait sur des travaux qu'elle avait initiés et réalisés techniquement, elle n'est apparue qu'en deuxième place dans l'ordre des co-signataires de la publication de 1959.

### Honneurs
Marthe Gautier est nommée aux Victoires de la médecine 2008 pour la « découverte de l’anomalie génétique liée au mongolisme :
la trisomie 21 » avec les professeurs Raymond Turpin et Jérôme Lejeune.
Le 31 janvier 2014, Marthe Gautier devait prononcer une conférence intitulée « Découverte de la trisomie 21 » lors des Assises de la génétique médicale et humaine de Bordeaux, et recevoir pour ses travaux le grand prix de la Société française de génétique humaine. La Fondation Jérôme-Lejeune et la famille de celui-ci, afin de disposer objectivement des propos qui y seraient tenus, ont obtenu l'autorisation du président du tribunal de grande instance de Bordeaux de faire enregistrer par voie d’huissier l’intervention de Mme Gautier. Informés de cette démarche, et après avoir pris connaissance du contenu de l’intervention projetée par Marthe Gautier, les organisateurs des Assises de la génétique médicale et humaine ont choisi d’annuler sa prise de parole. Son prix — une médaille frappée de trois épis — lui est remis au cours d'une cérémonie séparée, sans que l'intervention projetée ait lieu.
En juillet 2014, le comité d'éthique de l'INSERM, rappelle dans un avis le rôle décisif de Marthe Gautier et prend appui sur cet exemple pour rappeler les règles internationales actuellement admises pour les publications scientifiques et la position des auteurs. L'avis précise que :
1. « Vu le contexte à l’époque de la découverte du chromosome surnuméraire, la part de Jérôme Lejeune dans celle-ci, a peu de chance d’avoir été prépondérante, sauf à ne pas porter crédit à la formation des personnes, (ici Marthe Gautier), dans l’acquisition d’une expertise (ici la culture cellulaire), a fortiori quand associée à un séjour hors de France (ici aux USA). »
2. « Mais la part de Jérôme Lejeune est sans doute très significative dans la mise en valeur de la découverte sur le plan international, ce qui est différent de la découverte elle-même. Cette valorisation ne peut exister sans la première étape et lui demeure indissociablement subordonnée. »
3. « L’histoire des découvertes n’est pas identique à l’histoire des sciences, et les processus de validation des connaissances restent très différents. L’approche technique est une condition nécessaire à la découverte - rôle clé de Marthe Gautier ; mais bien souvent il faut la prolonger pour en faire émerger la reconnaissance - contribution première de Raymond Turpin et par la suite de Jérôme Lejeune. La découverte de la trisomie n’ayant pu être faite sans les contributions essentielles de Raymond Turpin et Marthe Gautier il est regrettable que leurs noms n’aient pas été systématiquement associés à cette découverte tant dans la communication que dans l’attribution de divers honneurs. »

### Retraite et mort
À sa retraite, Marthe Gautier se tourne vers la peinture et la botanique.
Elle meurt le 30 avril 2022, à Meaux, en Seine-et-Marne.

## Publications
- Marthe Gautier, « Cinquantenaire de la trisomie 21. Retour sur une découverte », Médecine/Sciences, vol. 25, no 3,‎ mars 2009 (lire en ligne [PDF]).
- Marthe Gautier, « La découvreuse oubliée de la trisomie 21 », La Recherche, no 434,‎ octobre 2009 (lire en ligne ).
- Léon-Georges Chevance et Marthe Gautier, Flore en pays d'Ourcq : Sur le terroir d'Ocquerre, AMARCO, 1997, 48 p. (ISBN 978-2950957115).

## Décorations
- Officière de la Légion d'honneur

Marthe Gautier a été élevée directement au grade d'officière dans l'ordre de la Légion d'honneur et a été décorée le 16 septembre 2014 par Claudine Hermann, professeure honoraire de physique à l’École polytechnique et membre fondatrice de l'association Femmes & Sciences. Après avoir refusé deux fois cette distinction, elle l'accepte finalement, selon ses termes, « par indignation à l'égard de l'impudence de la Fondation Lejeune ». En août 2015, une plaque est dévoilée en son honneur dans son village natal de Montenils.
- Commandeure de l'ordre national du Mérite, par décret du 15 novembre 2018[36].

### Ressources radiophoniques
- François Teste, « 46 + 1 = 47 : un chromosome en trop » [audio], émission Une histoire particulière, un récit documentaire en deux parties, série « Trisomie, une aventure scientifique controversée », épisode 1/2 (28 min), France Culture, 21 mars 2020.
- François Teste, « Contestation - Discussion - Réhabilitation » [audio], émission Une histoire particulière, un récit documentaire en deux parties, série « Trisomie, une aventure scientifique controversée », épisode 2/2 (28 min), France Culture, 22 mars 2020.
- Jean Lebrun, « Le professeur Lejeune et la docteure Marthe Gautier » [audio], émission Le vif de l'Histoire (4 min), France Inter, 27 janvier 2021.
- Fabrice Drouelle, « Marthe Gautier, la découvreuse oubliée » [audio], émission Affaires sensibles (54 min), sur France Inter, 19 septembre 2022 (consulté le 5 janvier 2024).